# Усадище (Климовське сільське поселення)
Усадище (рос. Усадище) — присілок Бокситогорського району Ленінградської області Росії. Входить до складу Климовського сільського поселення.
Населення — 26 осіб (2012 рік). 